# (6720) Gifu
(6720) Gifu est un astéroïde de la ceinture principale.

## Description
(6720) Gifu est un astéroïde de la ceinture principale. Il fut découvert le 11 novembre 1990 à Geisei par Tsutomu Seki. Il présente une orbite caractérisée par un demi-grand axe de 3,09 UA, une excentricité de 0,15 et une inclinaison de 14,9° par rapport à l'écliptique.

## Compléments